# Statue de Komitas (Erevan)
La statue de Komitas est une statue installée en 1988 à Erevan à proximité du conservatoire Komitas en Arménie. Elle représente le compositeur Komitas.

## Présentation
Le monument est construit en bronze et en granit. Sa hauteur est de 3 mètres. Il est inauguré le 8 janvier 1988. 
Le sculpteur Ara Haroutiounian est un grand admirateur de Komitas qui a nourri sa vie créative tout au long de sa carrière créative.

## Galerie

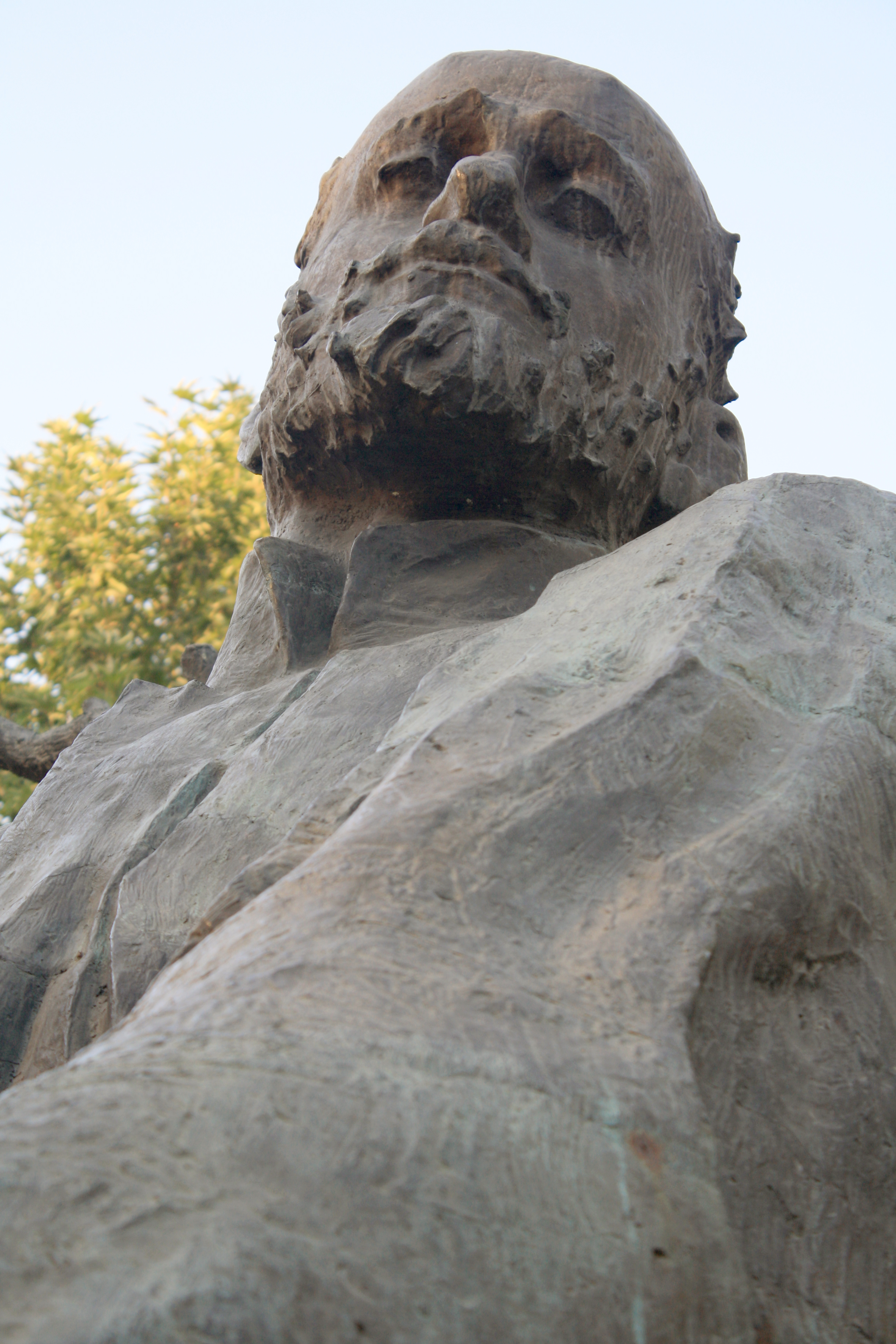
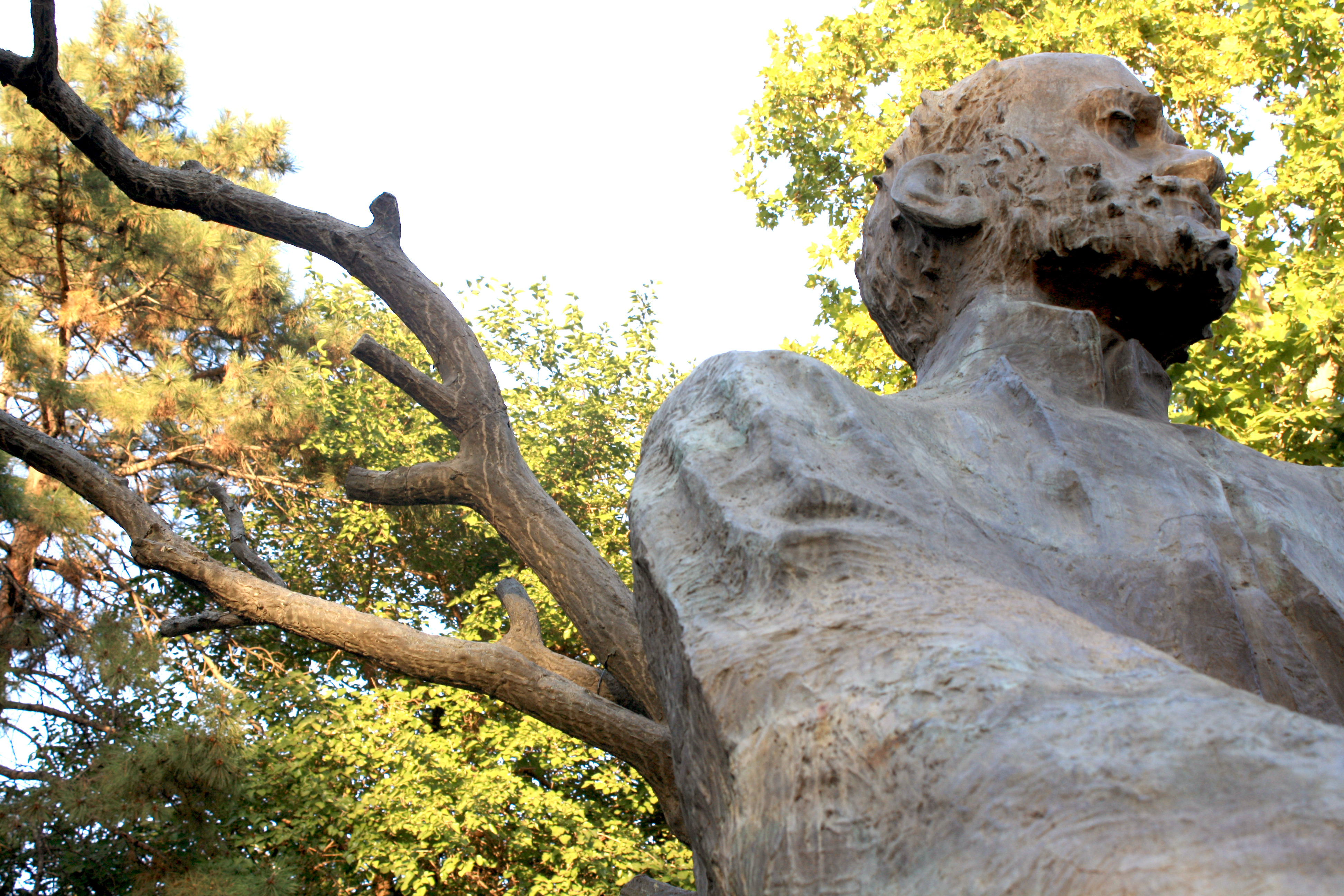
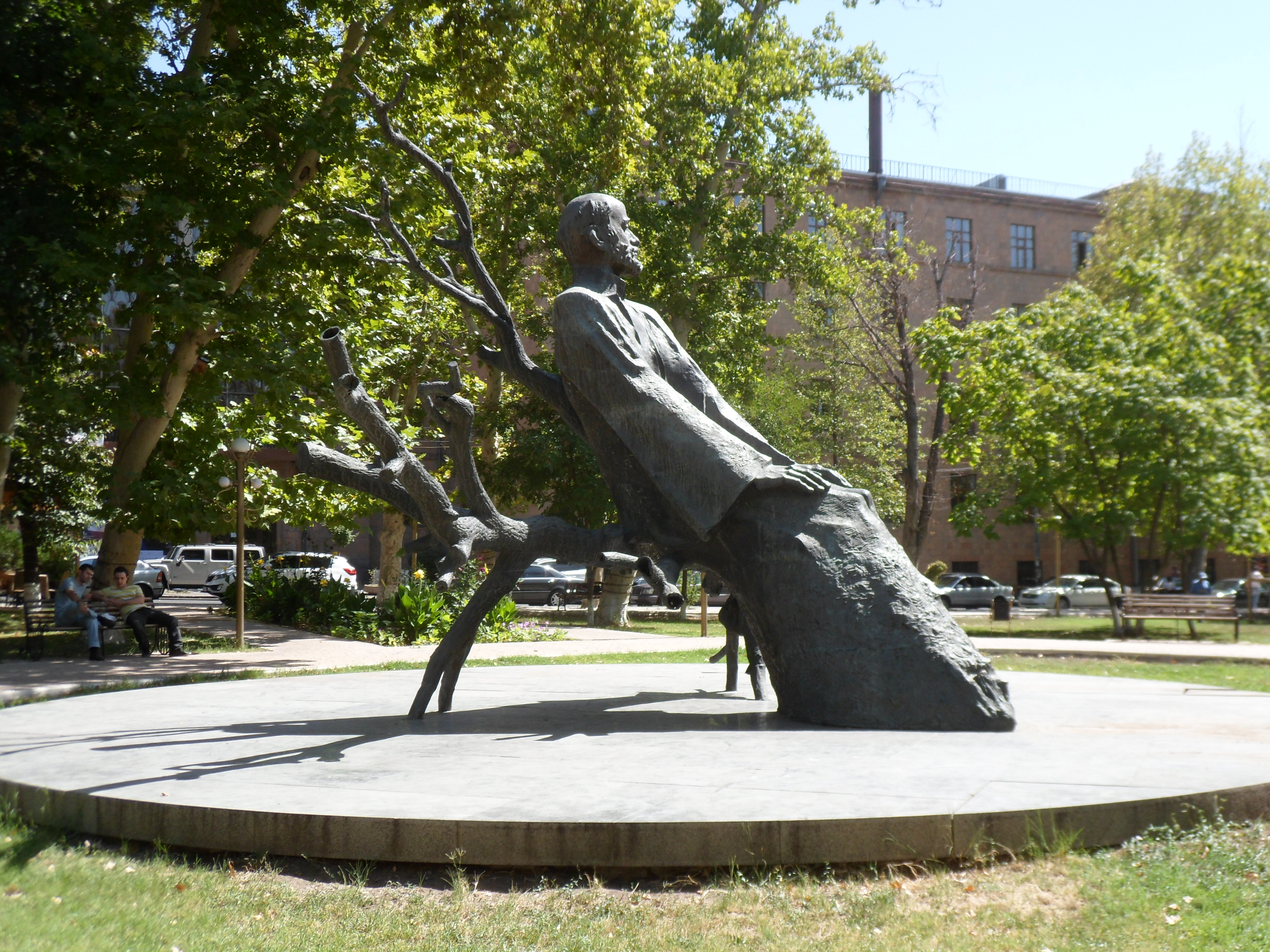